# Бруксајд (Алабама)
Бруксајд (енгл. Brookside) град је у америчкој савезној држави Алабама. По попису становништва из 2010. у њему је живело 1.363 становника.

## Демографија
Према попису становништва из 2010. у граду је живело 1.363 становника, што је 30 (2,2%) становника мање него 2000. године.
| Група             | 2000.         | 2010.         |
| Белци             | 1.253 (89,9%) | 1.077 (79,0%) |
| Афроамериканци    | 121 (8,7%)    | 252 (18,5%)   |
| Азијати           | 0 (0,0%)      | 1 (0,1%)      |
| Хиспаноамериканци | 13 (0,9%)     | 9 (0,7%)      |
| Укупно            | 1.393         | 1.363         |